# Impala
De impala  of rooibok (Aepyceros melampus) is een van de meest algemene antilopesoorten in Afrika ten zuiden van de Sahara. Hij is de enige soort uit de geslachtengroep Aepycerotini en het geslacht Aepyceros.

## Kenmerken
De impala is een slanke, middelgrote antilope met een lange nek. De vacht is roodbruin of geelbruin van kleur, lichter op de schouders, de nek en de kop en het lichtst op het onderste deel van de flanken. De onderzijde is wit van kleur, evenals de keel, kin, bovenlip, wenkbrauwen en het binnenste van de oren. De top van de oren is zwart, evenals de neus. Ook loopt er een verticale zwarte streep van de staart over het achterste, en een streep over de bovenzijde van de staart. Het leidt tot de bijnaam "Mc Donalds van de bush". Op de achterpoten, boven de hiel, zit een pluim van lang, zwart haar. Er bestaan ook zwarte impala's. Die zijn echter zeer zeldzaam en worden maar sporadisch in het wild gezien.
Alleen het mannetje draagt hoorns. Deze hoorns zijn slank, liervormig en zwaar geringd, en kunnen meer dan negentig centimeter lang worden. Vrouwtjes, die dus geen hoorns hebben, zijn kleiner dan mannetjes. De leeftijd van de mannelijke impala kan tot op 5 jaar nauwkeurig vanop afstand aan de vorm van zijn hoorns worden afgelezen.
Tijdens de bronst wordt de nek van het mannetje dikker en zijn vacht donkerder door een vettige afscheiding.
De impala heeft een kop-romplengte van 120 tot 160 centimeter, een schouderhoogte van 75 tot 85 centimeter en een staartlengte van 30 tot 45 centimeter. Vrouwtjes wegen 40 tot 60 kilogram, mannetjes 45 tot 80 kilogram.

## Verspreiding en leefgebied

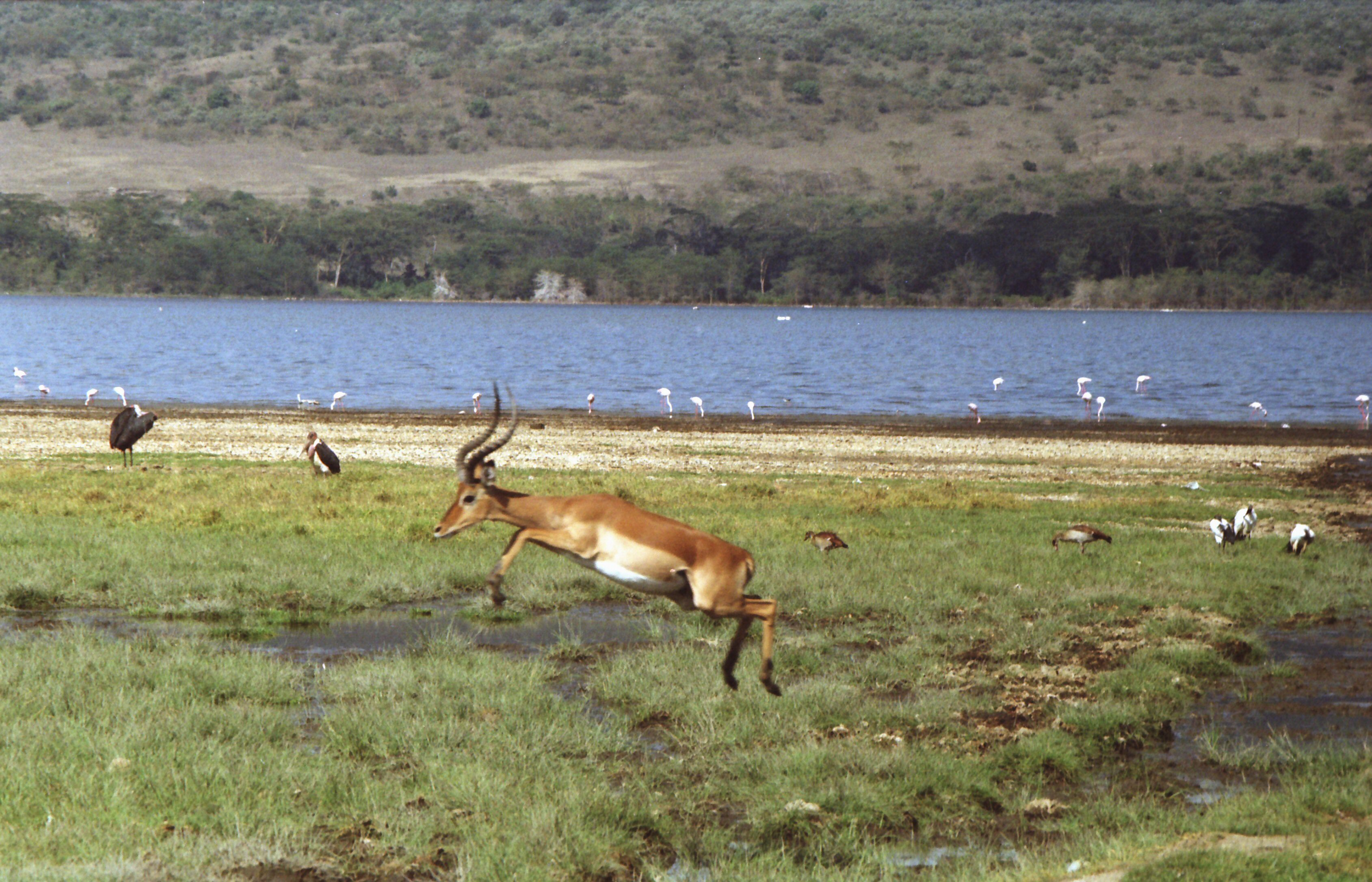
Springende Impala, juni 1999, Kenia.

De impala leeft op open vlakten en in licht beboste gebieden, in de nabijheid van water. Er is een voorkeur voor het grensgebied tussen grasland en Acaciabos, met voldoende voedsel, drinkplaatsen, en schuilplaatsen. De soort leeft in het regenseizoen meer in open gebied, en in het droge seizoen meer in bossen. Hij komt voor van Kenia, Oeganda en Rwanda zuidwaarts tot de Transvaal, Botswana en Oost-Angola, met een geïsoleerde populatie in Zuidwest-Angola en Namibië.

## Leefwijze
Hij leeft voornamelijk van kort gras, maar zijn voeding kan ook uit bladeren bestaan, waardoor deze soort zich onder verschillende condities goed handhaven kan. Vooral in het droge seizoen vormen bladeren van struiken en bomen, naast zaden, peulen en kruiden, een belangrijk onderdeel van het dieet. Hij moet wel dagelijks drinken. De impala voedt zich voornamelijk in de schemering, maar ook vroeg in de avond en 's nachts. Overdag besteedt hij een groot gedeelte van de dag met herkauwen en rusten in een schaduwrijke plek.
De impala heeft een uitstekend gehoor en reukzin, waardoor hij vijanden al van ver kan waarnemen. Het zicht is echter vrij slecht ontwikkeld. Bij gevaar kunnen ze zeer snel wegvluchten, waarbij ze sprongen kunnen maken van tien meter lang en drie meter hoog.

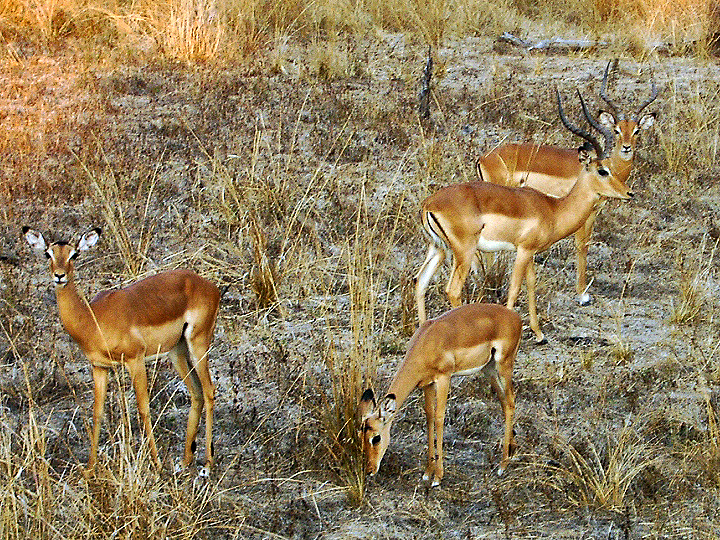
Impala's

De impala leeft in kleine kudden van minstens 6 dieren, bestaande uit één of twee dominante mannetjes en hun harem van tot 30 vrouwtjes en hun jongen. Vrouwtjes blijven hun hele leven bij dezelfde kudde, mannetjes verlaten de kudde als ze volgroeid zijn. Grotere kudden, bestaande uit meer dan vijftig dieren, zijn niet ongewoon, voornamelijk in het droge seizoen, wanneer er minder grasland is. De rest van de mannetjes leeft in vrijgezellengroepen. Dieren houden met elkaar contact doordat ze met klieren in de hiel een geurspoor achterlaten. Een mannetje is meestal minstens vier tot zes jaar oud voordat hij sterk genoeg is om een territorium en een harem te kunnen onderhouden. Vooral in de bronsttijd wordt er zwaar gevochten met andere mannetjes. In de bronsttijd paart de haremleider met een aantal vrouwtjes, maar de bewaking van de harem en de paring kosten het mannetje zoveel energie dat hij na een aantal dagen opgeeft en een ander mannetje uit een vrijgezellengroep zijn leidende rol kan overnemen.

## Voortplanting
Wanneer het regenseizoen begint, worden alle jongen vrijwel tegelijk geboren. Dit is een vorm van verdediging van de soort tegen de leeuwen en andere roofdieren: doordat het aanbod zo groot is, kan een groot deel van de jongen de zo gevaarlijke eerste maanden overleven. De helft van alle jongen zal in de eerste weken gegrepen worden door een roofdier. Na een draagtijd van ongeveer tweehonderd dagen werpt het vrouwtje één jong, op een goed verstopte plek. Ze blijft tijdens het grazen in de buurt van haar jong. Ze zoekt het echter enkel op om het te laten zogen. Na enkele dagen volgt het jong zijn moeder, maar zal schuilen bij het minste alarm. Een vrouwtje is na twaalf maanden geslachtsrijp. Een mannetje is pas na achttien maanden geslachtsrijp. De impala wordt tot vijftien jaar oud.